# Michael Morris, 3:e baron Killanin
Michael Morris, 3:e baron Killanin, född 30 juli 1914 i London, död 25 april 1999 i Dublin, var en brittisk-irländsk journalist och idrottsledare.
När Michael Morris farbror dog 1927 ärvde han barontiteln och kunde sitta i brittiska överhuset från det att han fyllt 21 år. Han tjänstgjorde som officer i brittiska armén under andra världskriget där han bland annat deltog i planeringen för D-dagen och slaget om Normandie. För sina insatser upphöjdes han till medlem av Brittiska imperieorden.
Efter kriget bosatte han sig i Irland och blev 1950 ordförande i Irlands olympiska kommitté. Han var ledamot av Internationella olympiska kommittén (IOK) från 1952, och dess ordförande 1972–1980.

### Fotnoter
1. 1 2  SNAC, SNAC Ark-ID: w6sc1x43, läs online, läst: 9 oktober 2017.[källa från Wikidata]
2. 1 2  Darryl Roger Lundy, The Peerage, The Peerage person-ID: p38693.htm#i386930, läst: 9 oktober 2017.[källa från Wikidata]
3. 1 2  Brockhaus Enzyklopädie, Brockhaus Enzyklopädie-ID: killanin-lord-michael-morris.[källa från Wikidata]
4. ↑  Gemeinsame Normdatei, läst: 31 december 2014.[källa från Wikidata]
5. 1 2 3 4  Katalog der Deutschen Nationalbibliothek, Deutsche Nationalbibliotheks katalog-id-nummer: 120864282, läst: 12 januari 2024.[källa från Wikidata]
6. ↑  Hansard 1803–2005, Hansard-ID (1803-2005): mr-michael-morris-2, läst: 22 april 2022.[källa från Wikidata]
7. ↑  The Peerage person-ID: p38693.htm#i386930, läst: 7 augusti 2020.[källa från Wikidata]
8. 1 2 3 4  Darryl Roger Lundy, The Peerage.[källa från Wikidata]
9. ↑  BOE-ID: BOE-A-1976-19970.[källa från Wikidata]